# 山科愛
山科 愛（やましな あい、12月20日 - ）は、元宝塚歌劇団雪組の娘役。
埼玉県、川村学園出身。身長156cm。愛称は「しな」。

## 来歴
1997年、宝塚音楽学校入学。
1999年、宝塚歌劇団に85期生として入団。入団時の成績は13番。雪組公演「再会／ノバ・ボサ・ノバ」で初舞台。組まわりを経て雪組に配属。
2003年、朝海ひかる・舞風りらトップコンビ大劇場お披露目となる「春麗の淡き光に」で、新人公演初ヒロイン。続く「アメリカン・パイ」（バウホール・日本青年館公演）で、バウホール・東上公演初ヒロイン。
2004年、「スサノオ」で2度目の新人公演ヒロイン。
2008年11月16日、「ソロモンの指輪／マリポーサの花」東京公演千秋楽をもって、宝塚歌劇団を退団。

## 宝塚歌劇団時代の主な舞台

### 初舞台
- 1999年4 - 5月、雪組『再会』『ノバ・ボサ・ノバ-盗まれたカルナバル-』（宝塚大劇場）[3][2]

### 組まわり
- 1999年5 - 6月、月組『螺旋のオルフェ』『ノバ・ボサ・ノバ-盗まれたカルナバル-』（宝塚大劇場のみ）
- 1999年7 - 8月、雪組『再会』『ノバ・ボサ・ノバ-盗まれたカルナバル-』（TAKARAZUKA1000days劇場）

### 雪組時代
- 1999年、『バッカスと呼ばれた男』孤児／ルイ14世（子供時代）、新人公演：アルザスの女『華麗なる千拍子』[2]
- 2000年、バウホール『ささら笹舟』木偶
- 2000年、『デパートメント・ストア』『凱旋門』オットー、役替り公演：ユリア（本役：千咲毬愛）、新人公演：シビール
- 2001年、『猛き黄金の国』お悠、新人公演：ヒトミ（本役：愛耀子）『パッサージュ』
- 2001年、バウホール『アンナ・カレーニナ』セリョージャ[2]
- 2001年、『愛燃える』新人公演：芙蓉『Rose Garden』
- 2002年、『風と共に去りぬ』（日生劇場）メイベル
- 2002年、『追憶のバルセロナ』新人公演：ローザ／チェキータ『ON THE 5th』
- 2002年、全国ツアー『再会』『華麗なる千拍子2002』
- 2002年、バウホール『春ふたたび』
- 2003年、『春麗の淡き光に -朱天童子異聞-』女童、新人公演：若狭（本役：舞風りら）『Joyful!!』 新人公演初ヒロイン[5]
- 2003年、バウホール・日本青年館『アメリカン・パイ』リュー バウ・東上初ヒロイン[3][2]
- 2003年、『Romance de Paris』射的係員、新人公演：パトリシア（本役：白羽ゆり）『レ・コラージュ』[3]
- 2004年、中日劇場『Romance de Paris』エリーズ『レ・コラージュ』
- 2004年、『スサノオ』イキノヒメ、新人公演：イナダヒメ（本役：舞風りら）『タカラヅカ・グローリー！』 新人公演ヒロイン[6]
- 2004年、『花供養』（日生劇場）中宮和子
- 2004年、『青い鳥を捜して』ソニン、新人公演：シモーヌ（本役：音月桂）『タカラヅカ・ドリーム・キングダム』
- 2005年、『睡れる月』（ドラマシティ・日本青年館・福岡市民会館）中君
- 2005年、『霧のミラノ』ジル、新人公演：アルド（本役：灯奈美）『ワンダーランド』
- 2005年、全国ツアー『銀の狼』マリアンヌ『ワンダーランド』
- 2006年、『ベルサイユのばら-オスカル編-』ディアンヌ[2]
- 2006年、全国ツアー『ベルサイユのばら-オスカル編-』ディアンヌ[2]
- 2006年、『雪組エンカレッジコンサート』
- 2006年、『堕天使の涙』シャルロット『タランテラ!』
- 2007年、中日劇場『星影の人』おみよ『Joyful!!II』
- 2007年、『エリザベート』家庭教師
- 2007年、全国ツアー『星影の人』おみよ『Joyful!!II』
- 2008年、『君を愛してる』リュシール『ミロワール』
- 2008年、全国ツアー『外伝ベルサイユのばら』フローラ『ミロワール』
- 2008年、『ソロモンの指輪』『マリポーサの花』シーナ 退団公演[4]